# Бофон
Бофони (скорочення від «бойовий фонд») — однобічні (рідше двобічні) грошові документи (квитанції) з національною символікою та символікою ОУНР і УПА й відповідними написами (або тільки із символікою, без написів), із фіксованими номіналами чи без номіналів. Уповноважені особи від імені ОУН чи УПА видавали їх людям за добровільно внесені, стягнуті як контингент, реквізовані кошти, у вигляді готівки, іноді продуктів харчування, одягу тощо. Крім суто фінансової ролі бофони також виконували агітаційну функцію, тому їх використовували в повстанській пропагандистській роботі.

## Назва
У різні періоди діяльності ОУН фонд зі стратегічних і тактичних міркувань мав назви «бойовий», «визвольний», «революційний», «національний», «військовий» і навіть «оперативний». Незважаючи на цю різноманітність, найбільшу популярність завоював термін «бойовий фонд», мабуть, тому, що вживали його частіше. З часом виникло скорочення, голосний звук «о» помінявся на «і» або ж на «е», «и», залежно від краю. Унаслідок цього в Галичині та на Буковині грошові документи ОУН стали називати «бефонами» і «бифонами», а на Волині (Рівненська, Волинська, Житомирська області) та білоруському Поліссі — «біфонами». До того ж зазначені мовні різновиди швидко перекочували в повстанські документи та літературу підпільних авторів, а відтак у видання української діаспори.

## Емісія
Окремі купюри передруковувалися в загонах оуновців на периферії, де майстри на пластинках із грушевого дерева і ясена різали кліше для серійних випусків грошей. Відомі святкові різдвяні серії бофонів, на яких зображувалися мрії і сподівання українських повстанців. На купюрі «10» зображена Кремлівська стіна, до якої через площу біжать українські вояки з косами і шаблями в руках, деякі залізли на вежу, зірвали верхівку з зіркою і намагаються установити український національний прапор.
На великодніх серіях з'являється надія в те, що Україна буде незалежною державою, про що свідчать написи: «Христос Воскрес! Воскресне Україна! Воля народам! Воля людині! Смерть тиранам!».
Загалом, за період 1939—1954 рр. тільки в Україні випущено у світ близько 500 різновидів бофонів, які були у вжитку щонайменше у 12-ти областях України та Білорусі, а також частково на території Австрії, Німеччини, Польщі, Словаччини, та Чехії.

## Найвідоміші серії
Серед найвідоміших серій бофонів:
- У Галичині, де ходили краківські злоті, відомі серійні випуски 5, 10, 20, 50 злотих, прикрашених геометричним орнаментом із зображенням хреста і стилізованого символу єднання міста і села — зубчастого колеса і колось пшениці. На одному зі знаків проставлений номінал «1 м» — «марка».

- У період 1944—1946 років ОУН випускала гроші для матеріального забезпечення армії. Бофони відігравали істотну роль як спосіб поповнення бюджету. Емітувалися серії 4, 6 і 7 номіналів без назви грошової одиниці.

- Одна з найвідоміших серій отримала назву «Волинська серія» — емісія командування ОУН у 1945—1946 роках. Були номінали 5, 10, 20, 50, 100, 300, 500 і 1000 крб. Ескіз знаків виготовив відомий графік Ніл Хасевич. Велика кількість номіналів і прагнення додати їм вид «дійсних» грошей дозволяють допустити, що, ймовірно, існував план надалі зробити їх загальноукраїнською валютою.

## Цікаві факти
На деяких бофонах зображені танки та літаки повстанців, що відображали реальні випадки захоплення УПА цих бойових машин.

## Сучасне використання
У 2008 для використання на території Кузні Уніж були надруковані бофони із зображеннями діячів ОУН.

## Галерея

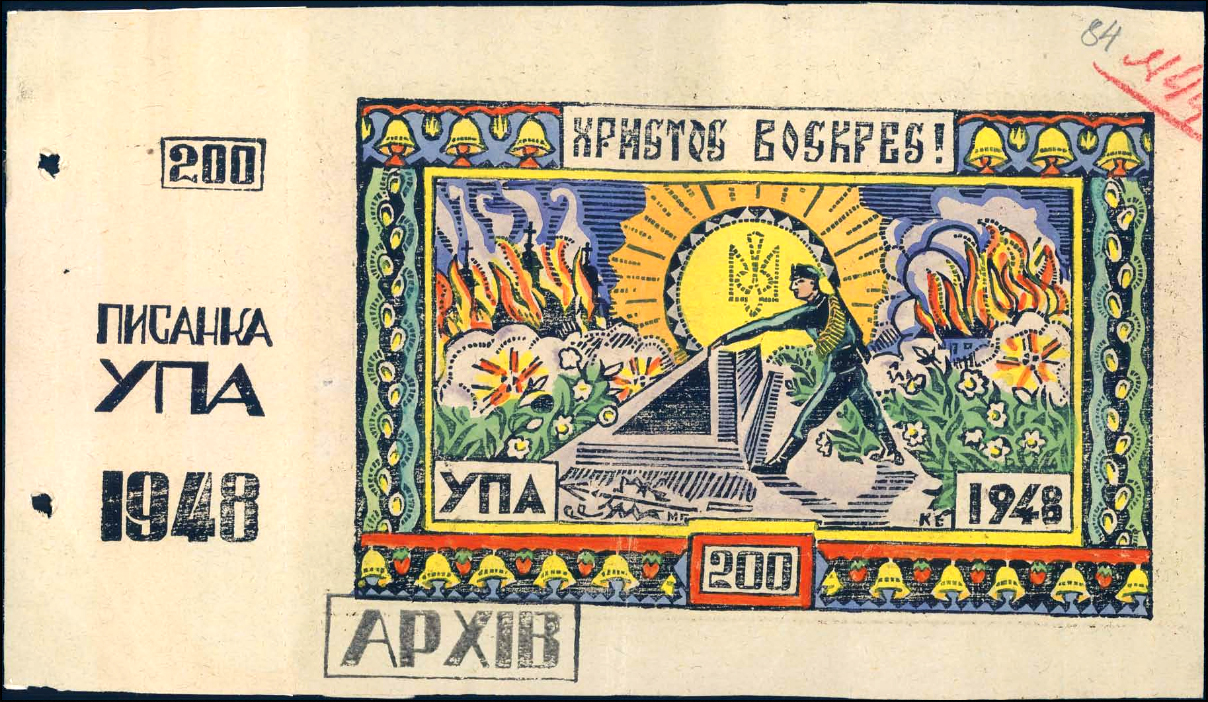
Бофон номіналом 200 карбованців
Бофон номіналом 20 карбованців
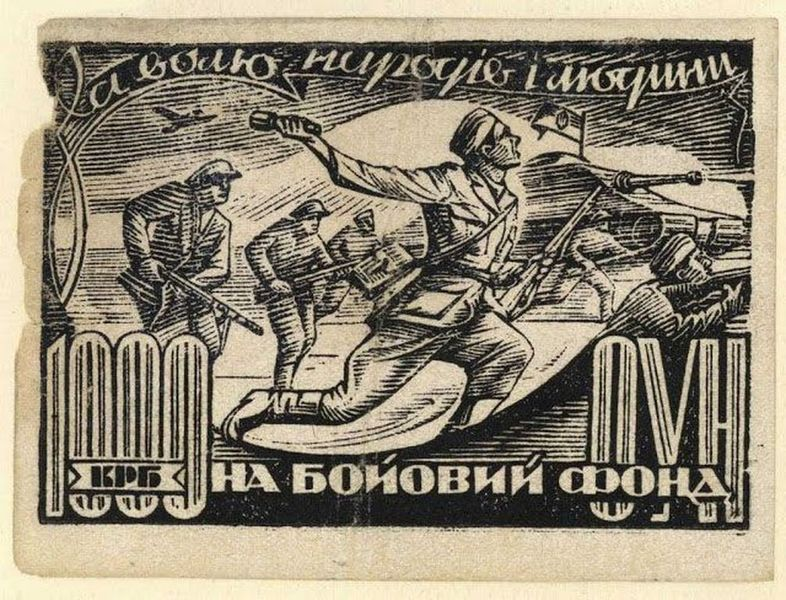
1000 карбованців
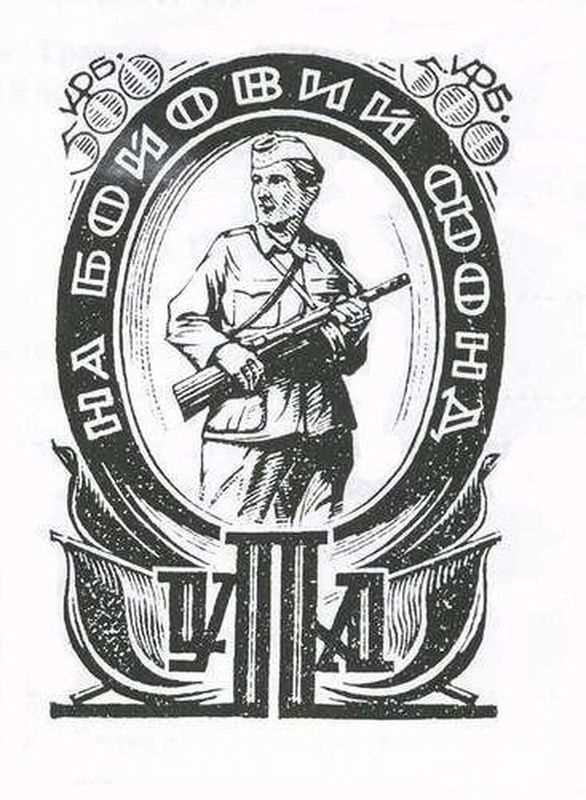
500 карбованців
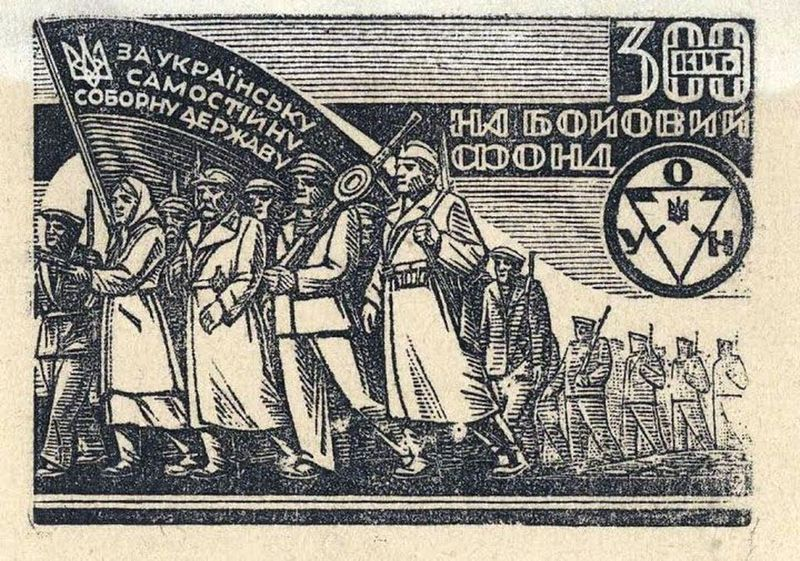
300 карбованців
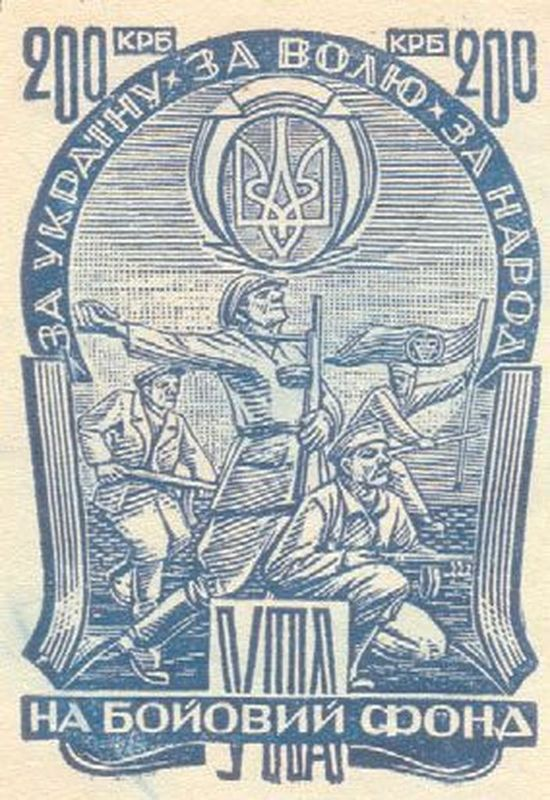
200 карбованців
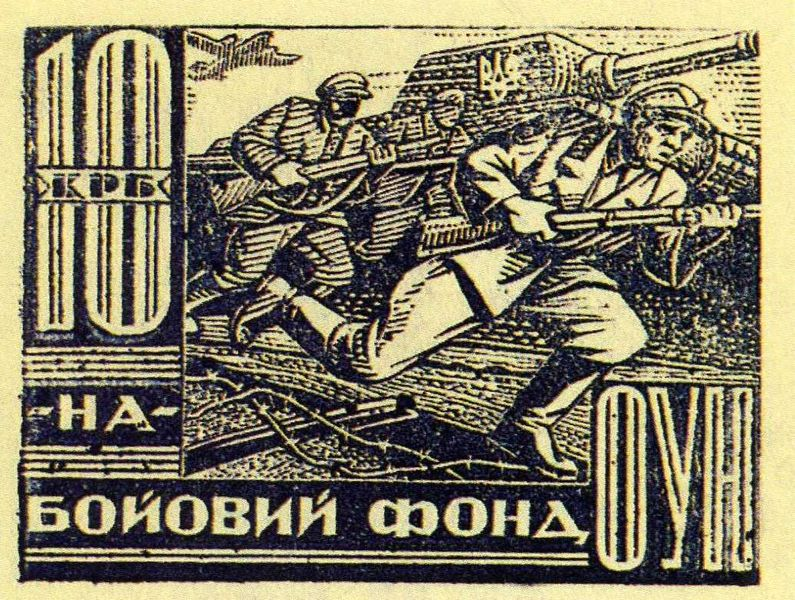
10 карбованців